# Top-down und Bottom-up
Als Top-down (engl. von oben nach unten, abwärts) und Bottom-up (engl. von unten nach oben, aufwärts) werden zwei entgegengesetzte Wirkrichtungen in Prozessen bezeichnet, die in verschiedenen Sinnzusammenhängen für Analyse- oder Syntheserichtungen verwendet werden. 

## Zum Konzept
Top-down geht vom Abstrakten, Allgemeinen, Übergeordneten schrittweise hin zum Konkreten, Speziellen, Untergeordneten. Bottom-up bezeichnet die umgekehrte Richtung. Es sind also zwei grundsätzlich verschiedene Denkrichtungen, um komplexe Sachverhalte zu verstehen, zu beschreiben, darzustellen.
Entsprechende Beziehungen bestehen auch zwischen den Begriffen:
- Deduktion (lateinisch deducere ‚herabführen‘; Top-down): ein gedanklicher Vorgang von etwas Allgemeinem (z. B. Begriff Menschheit) zu etwas Besonderem (einem konkreten Individuum, z. B. Napoleon)
- Induktion (lateinisch inducere ‚hereinführen‘; Bottom-up): bezeichnet den umgekehrten Vorgang

sowie
- Dekomposition: Zerlegung, Auflösung eines Ganzen in einzelne Segmente (Teile)
- Aggregation: Vereinigung von Segmenten (Teilen) zu einem Ganzen.

## Methodik
Zum besseren Verständnis und zur Beschreibung (Modellierung/Abbildung) der Prozesse in komplexen Systemen, wie Wirtschaftsunternehmen, Industriekomplexen (Chemiewerk, Kernkraftwerk), gesellschaftlichen Strukturen, Ökosystemen, bedient man sich der Prinzipien der „Top-down- und Bottom-up-Modellierung“, um ein möglichst zutreffendes Abbild von der Realität zu erhalten. Durch die wechselseitige Anwendung beider Prinzipien versucht man das Abbild (Modell) der Realität weiter anzupassen. Dabei ist zu beachten, dass ein Modell ein reales komplexes System niemals vollständig abbilden kann, d. h., es verbleibt immer eine graduelle Modellunsicherheit (vgl. auch Probabilistische Sicherheitsanalyse, Abschnitt Modellunsicherheit). Ein Ziel der Modellierung ist daher auch die Reduzierung der Komplexität im Modell gegenüber der Realität, um diese überhaupt beschreiben zu können (so z. B. Kultur).
Die Prinzipien der „Top-down- und Bottom-up-Modellierung“ finden insbesondere methodische Anwendungen in der Gefährdungs- und Risikoanalyse, um z. B. das Unfallgeschehen auf seine – auslösenden – Ursachen hin zu untersuchen (siehe unten).
Bei der Anwendung der Methodik ist auch immer der Satz des Aristoteles zu beachten: Das Ganze ist mehr als die Summe seiner Teile. Mit der Zerlegung eines Systems in seine Teile bleibt der materielle Bestand des Systems erhalten, in seiner Funktionalität existiert es jedoch nicht mehr (siehe Emergenz und Holismus).

## Anwendungsbereiche
- In der Informatik bezeichnet man einen Entwicklungsprozess für Software als Top-down, wenn der Entwurf mit abstrahierten Objekten beginnt, die dann konkretisiert werden; der Prozess ist Bottom-up, wenn von einzelnen Detail-Aufgaben ausgegangen wird, die zur Erledigung übergeordneter Prozesse benötigt werden. Zudem wird im Zusammenhang mit Compilerbau von Top-down- und Bottom-up-Parsern gesprochen.
Hauptartikel: Top-Down- und Bottom-Up-Design
- In der Managementtheorie bedeutet Top-down einen Führungsstil, der die Macht und Autorität des Managers betont (z. B. Frederick Winslow Taylor, Henry Gantt), während Bottom-up die Rolle des Managers eher darin sieht, die Arbeitskräfte zu motivieren und ihre Fähigkeiten optimal zu nutzen (z. B. Elton Mayo) (vgl. Selbstorganisation in sozialen Systemen).
- In der Politik bezeichnet Bottom-up die von Parteimitgliedern oder von den Menschen einer politischen Bewegung ausgehende Wirkrichtung; Graswurzelbewegungen wirken typischerweise Bottom-up; Top-down sind dagegen Kampagnen, die zentral gesteuert werden und auf den Einzelnen gerichtet sind. Ein Spezialfall ist das Astroturfing, wo eine Bottom-up-Bewegung nur vorgetäuscht wird.
- Im Marketing, speziell der Verkaufspsychologie die Dramaturgie des Verkaufsgespräches als Upselling (auch Top-down-Selling) oder Bottom-up-Selling, jeweils mit entgegengesetzt vollständig ausgestatteten Anfangsangeboten.
- In der Anthropologie und Soziologie werden Prozesse der Selbstorganisation in Sozialen Systemen als Bottom-up oder Agentur (agency) bzw. Top-down oder Struktur (structure) bezeichnet.
- In der kognitiven Psychologie wurden die Begriffe Ende der 1940er Jahre von der Informatik übernommen. In der Wahrnehmungspsychologie wird die kognitive Verarbeitung, die nur aufgrund der Analyse der Reizmerkmale (z. B. Helligkeit, Farbe, Ausrichtung usw.) geschieht, als Bottom-up bezeichnet. Kognitive Einflüsse auf die Wahrnehmung werden dagegen als Top-down bezeichnet. Diese Einflüsse können beispielsweise durch Vorwissen einer Person oder durch den bedeutungshaltigen Kontext, in dem die Reizinformation auftritt, beeinflusst werden. Der Top-down-Prozess wird unter anderem ausgelöst, wenn bekannte Reize oder Objekte im passenden Zusammenhang schneller erkannt werden.
- In der Ökologie werden die Prozesse in Ökosystemen, die von der Populationsdichte der Arten (den Prädatoren) gesteuert werden, als Top-down verstanden. Ein klassisches Beispiel ist das marine Kelpwald-Ökosystem. Hier sind Seeotter die Spitzenprädatoren. Sie fressen Seeigel, die sich wiederum von Seetang ernähren. Verschwinden die Seeotter aus dem System, so vermehren sich die Seeigel überproportional stark und dezimieren den Tang. In Ökosystemen werden die Prozesse Bottom-up bezeichnet, die hauptsächlich von den Ressourcen und der meist daraus resultierenden Primärproduktion (von Pflanzen, Phytoplankton und -benthos oder Makrophyten in Gewässerökosystemen durchgeführt) gesteuert werden. Werden die Nährstoffe in einem solchen System reduziert, so finden die darin lebenden Organismen nicht mehr genug Nahrung (siehe auch: Biomanipulation).
- In der Nanotechnik stellen Top-down und Bottom-up Grundprinzipien für die Erzeugung von Nanostrukturen dar. Mit Top-down werden Herstellungsverfahren bezeichnet, deren Ursprung und Methodik eher den Ansätzen aus Mikrosystemtechnik, wie z. B. Lithografie, entsprechen, während Bottom-up-Methoden die physikalisch-chemischen Prinzipien der molekularen/atomaren Selbstassemblierung und Selbstorganisation ausnutzen, z. B. bei DNA-Origami und DNA-Maschinen.
- In der Konstruktion (Technik) werden mittels 3D-CAD nach dem Bottom-up-Prinzip 3D-Modelle konstruiert und zu Baugruppen (Produkt) zusammengestellt. Die Gestalt der Baugruppe ist somit von der Gestalt der einzelnen Teile und ihrer Einbaulagen zueinander abhängig. Nach dem Top-down-Prinzip wird in der Baugruppe das zukünftige Aussehen skizziert. Die eingebauten Komponenten referenzieren auf diese Skizzen. Ändert sich die Baugruppen-Skizze, wird somit die Gestalt der Teile verändert.
- In der Sicherheits-/Zuverlässigkeitstechnik (siehe auch Probabilistische Sicherheitsanalyse) kommen die analytischen Methoden nach dem Prinzip Top-down: Fehlerbaumanalyse sowie dem Prinzip Bottom-up: die Ereignisbaumanalyse, Ausfallart- und Fehlereffekt- (FMEA) und Fault Hazard Analyse zur Anwendung. Bei den ersten Anwendungen der Analysen in der Luft- und Raumfahrt und der Kerntechnik in den 1960er-Jahren war noch nicht entschieden, welche Analyseart die geeignetste war, um die komplexen Risikostrukturen der Systeme zu erfassen und bewerten zu können. Mit der „Rasmussen-Studie“ (WASH-1400, Reactor Safety Study, an Assessment of Accident Risk in US Commercial NPP, NUREG-75/014) wurde 1975 erstmals ein gesamtheitlicher Ansatz für die Ereignisbaum- und Fehlerbaumanalyse erarbeitet, der beide Prinzipien Top-down und Bottom-up zusammenführte. Diese Form hat sich bis heute in allen Risikoanalysen technischer Systeme durchgesetzt.
- Beim Investment bezeichnet Top-down in der Wirtschaft  die Analyse „von oben nach unten“: Dabei werden zunächst die Makroökonomie und das Branchenumfeld betrachtet, bevor einzelne Unternehmen analysiert werden. Zuerst wird ein Rahmenplan für das Unternehmen erstellt, welcher dann unterteilt wird, dann Überprüfung auf Realisierbarkeit dieser Teilpläne in den unteren Ebenen des Unternehmens. Anschließend erfolgt der Rücklauf der korrigierten Pläne sowie die Zusammenfassung zu einem verbesserten Rahmenplan. Angeblich wählt der Rohstoffexperte Jim Rogers seine Aktien durch diese Strategie aus. Bottom-up bezeichnet die Analyse „von unten nach oben“: Erst werden die einzelnen Unternehmen ausführlich untersucht, bevor die Aussichten ganzer Branchen, Märkte oder Regionen betrachtet werden.
- In der Raumplanung versteht man unter Top-down und Bottom-up die Tatsache, dass bei städteübergreifenden und regionalübergreifenden Planungen stets sowohl die Belange der Raumordnung als auch die Inhalte der örtlichen Bauleitpläne und Regionalpläne zu berücksichtigen sind. Hierzu werden das Subsidiaritätsprinzip und das Gegenstromprinzip angewandt.
- In Computerspielen findet sich oftmals die Top-Down-Perspektive (Aufsicht, Vogelperspektive). Das Geschehen wird dabei aus einer erhöhten Position betrachtet, wobei ein Fluchtpunkt vorhanden ist. Spielerinnen und Spieler gewinnen einen Überblick und bekommen ein Gefühl der Überlegenheit. Die Bottom-up-Perspektive (Untersicht, Froschperspektive) tritt vor allem bei Horrorspielen auf. Die Spielenden fühlen sich dem Raum und den dortigen Schrecknissen ausgeliefert, Ansonsten ist die Untersicht eher selten und tritt nur bei Objekten auf, die sich über den Spieler erheben.[1]